# Branilec (hokej na ledu)
Branilec je hokejski igralni položaj.
Glavna naloga branilcev je, da nasprotnem klubu preprečujejo doseganje zadetkov. Običajna postavitev obeh branilcev v obrambi je ob vratarju, vsak na eni strani. Branilci so zaradi svojega položaja zadnjega v obrambi tudi hokejisti, ki so največkrat izključeni. V sodobnem hokeju sodelujejo vsi igralci na ledu tako v obrambi kot tudi v napadu, običajno se oba branilca v napadu postavita ob modri črti, kjer preprečujeta ploščku pot iz napadalne tretjine in ob priložnosti streljata na gol od daleč. Običajno sta dva branilca na ledu v vseh možnih postavitvah, le ob igralcu ali dveh več na ledu občasno lahko moštvo zaigra z le enim branilcem in tremi (igra štiri na tri) ali štirimi (igra pet na štiri ali pet na tri) napadalci. 
Vsako moštvo ima v običajni postavitvi dva branilca (oz. branilski par):
- Levi branilec
- Desni branilec